# Légifrance
Légifrance（法語發音：[leʒifʁɑ̃s]，由法语“législatif”（立法的、法律的）和“France”（法国）缩写而成）是法國政府公布立法、法规和法律信息的官方網站。该网站访问免费，内容几近全面，收录了自1539年以来的所有仍然生效的条文。然而在判例法方面并非详尽无遗，其只收录了1875年以来最相关的判决，但囊括了自1960年代初以来所有在《勒邦汇编》或最高法院公报上发表的法院判决，且1986年以来上诉法院的部分判决也收录在内。